# Taco Mesdag

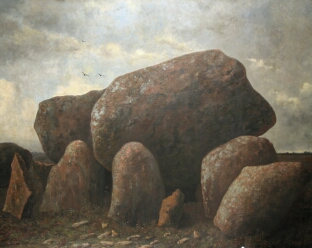
Dolmen (Hunebed D15) cerca de Taarlo, por Taco Mesdag

Taco Mesdag (Groninga, 21 de septiembre de 1829-La Haya, 4 de agosto de 1902) fue un banquero y pintor neerlandés.
Hijo del banquero Klaas Mesdag y Johanna Willemina, trabajó con su hermano menor Henry en el negocio bancario de su familia. Al igual que su hermano Hendrik Willem Mesdag, finalmente también eligió pintar como profesión. Juntos desempeñaron un papel importante en el Pulchri Studio de la Escuela de La Haya, donde Hendrik se desempeñó como presidente y Taco como tesorero.
Fue educado por Paul Gabriël, entre otros. Mesdag es más conocido como pintor del paisaje de Drenthe. Gran parte de su obra fue donada por su viuda, Geesje van Calcar, al Museo Groninger.
En Internet, muchas de sus obras están expuestas en el Webmuseum Mesdagvancalcar.

## Literatura
- Jos de Gruyter. De Haagse School. Catalogus Gemeentemuseum Den Haag, Lemniscaat, Róterdam, 1968-1969.